# Ernst Neufert
Ernst Neufert (Freyburg, Alemania, 15 de marzo de 1900-Rolle, Suiza, 23 de febrero de 1986) fue un arquitecto y profesor de arquitectura alemán conocido por su colaboración con Walter Gropius, sus esfuerzos en el ámbito de la normalización arquitectónica y su libro Arte de proyectar en arquitectura.

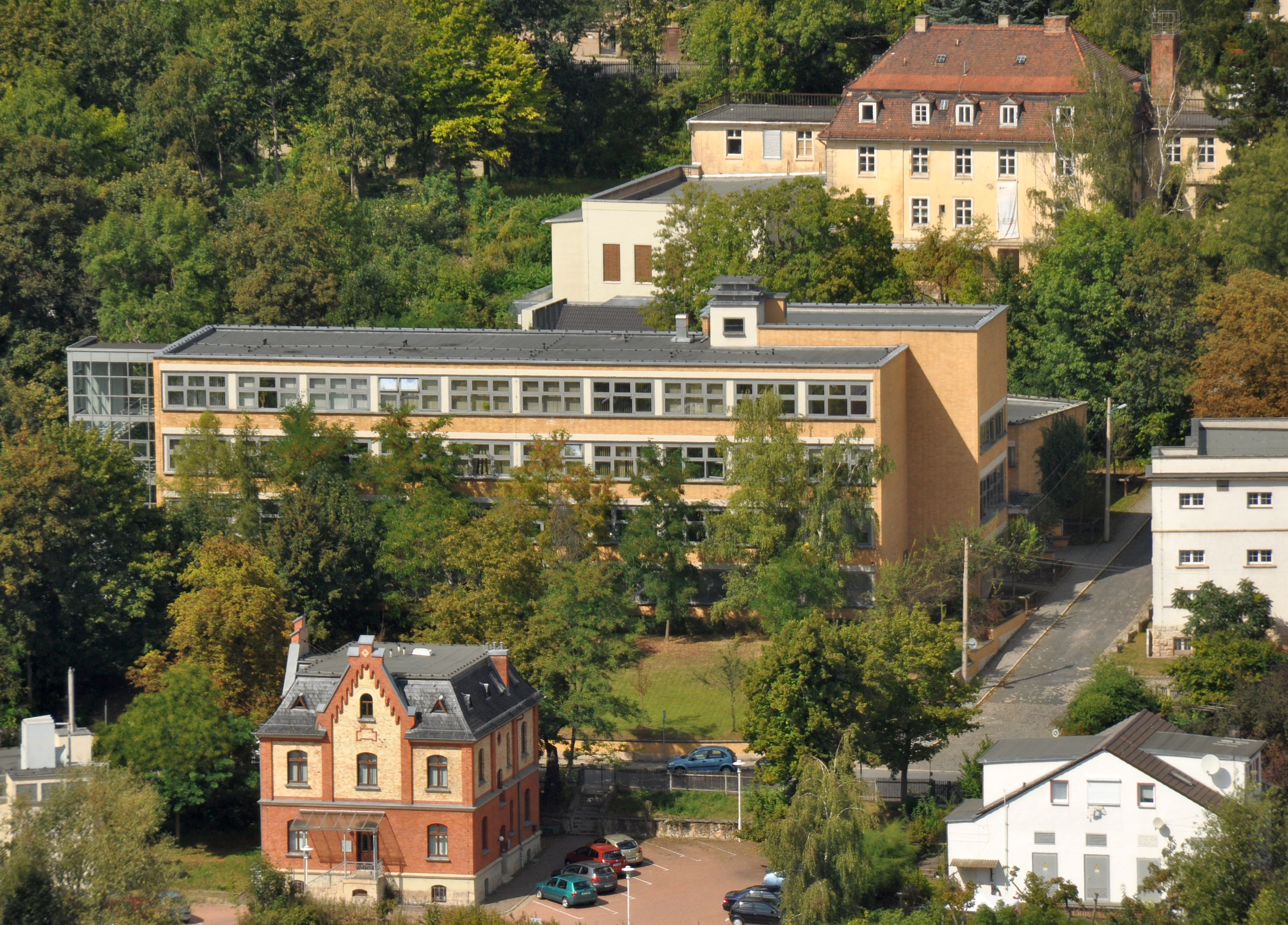
El Abbeanum en Jena, 1929-1930.

## Biografía
Neufert nació en el pueblo de Freyburg en el distrito de Burgenland en Sajonia-Anhalt, Alemania. Tras trabajar cinco años como peón albañil se inscribió en la escuela de construcción (Baugewerbeschule) de Weimar. Su profesor le recomendó a Walter Gropius en 1919 para ser uno de los primeros estudiantes de la recién establecida Bauhaus.

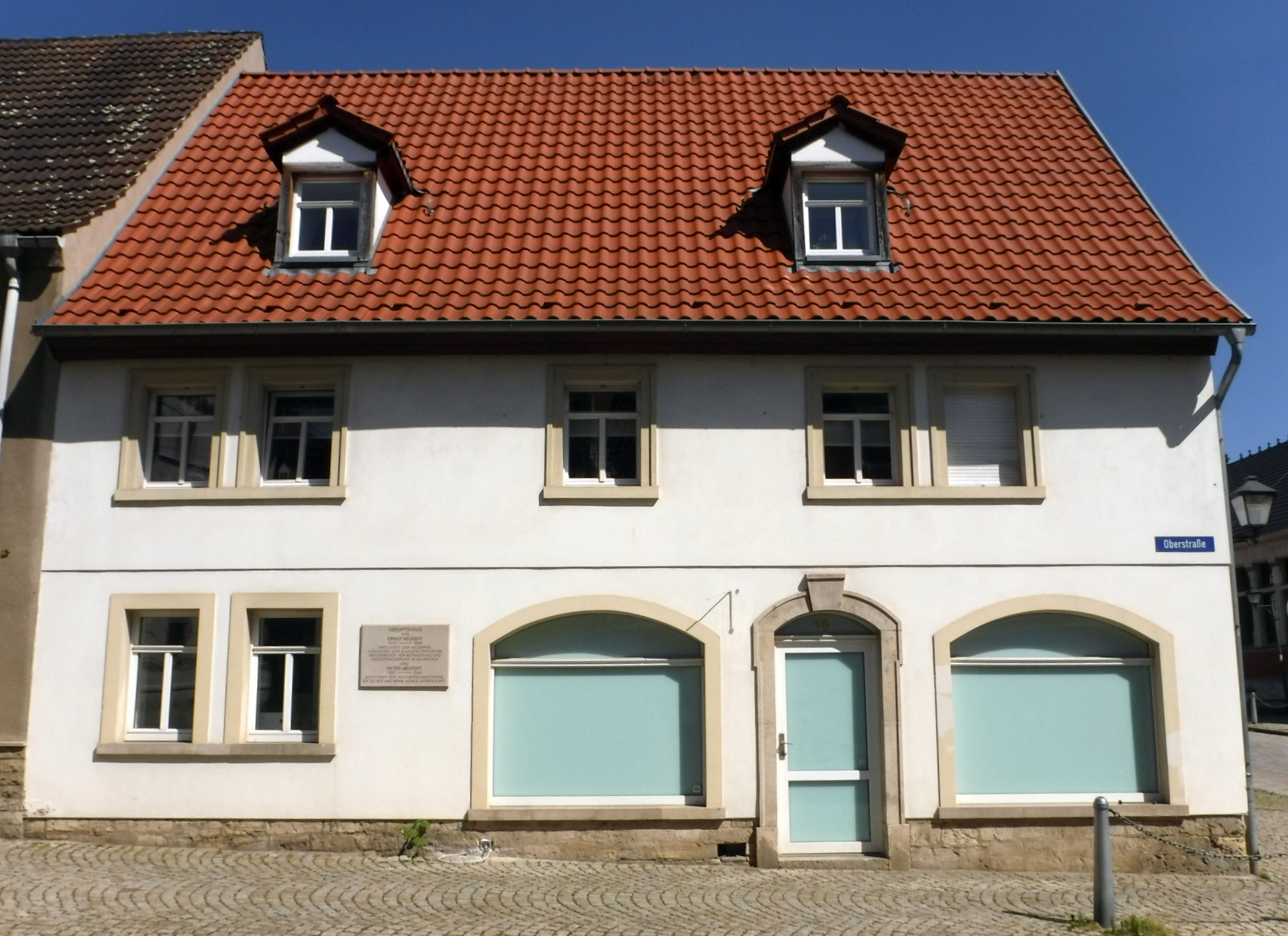
Lugar de nacimiento de Ernst Neufert en Freyburg an der Unstrut.

Finalizó sus estudios hacia 1920 y viajó a España donde realizó bocetos y dibujos de iglesias y arquitectura medieval. En Barcelona conoció a Antoni Gaudí quien le impresionó profundamente. Posteriormente sería el primero en defender la arquitectura de Gaudí en Alemania. Colabora con Ricardo Magdalena en Sevilla en la construcción del edificio del Banco de España, una refinería en Alcalá la Real y el Teatro Municipal de Huelva.
En 1921 regresa con Gropius y se convierte en arquitecto jefe (Bueroschef) de su estudio, uno de los más importantes de la República de Weimar. Colabora con Gropius en el diseño del nuevo edificio de la Bauhaus en 1925, situado en Dessau y en la finalización del llamado Meisterhaeuser para Kandinski, Paul Klee y Georg Muche.
En 1923 conoce a la pintora Alice Vollmer, alumna de Muche y Klee, y al año siguiente se casa con ella. Tuvieron cuatro hijos: Peter, Christa, Ingrid e Ilas.
En 1926 se convierte en profesor de la Bauhochschule de Weimar con Otto Bartning. Entre 1928 y 1930 realiza varios proyectos, como la Mensa am Philosophenweg de Jena y el Abbeanum. En 1929 diseña su propia vivienda en Gelmeroda, la cual hoy día alberga la Fundación Neufert y la Neufert Box, un pequeño museo con exposiciones temporales). Esta vivienda es un edificio moderno y funcional de construcción económica en madera, de dos plantas con espacio suficiente para su familia y un estudio de arquitectura. Posee influencias de su estancia en la Bauhaus. Es además un prototipo para un plan de construcción de casas de madera según una cuadrícula de 10x10 metros.
En 1932 y 1933 realiza un viaje de estudios a Gran Bretaña, Dinamarca, Noruega, Suecia y Finlandia y escribe con las experiencias del viaje un artículo: "Construcción y Construcciones de Nuestros Vecinos del Norte" (Bauen und Bauten unserer nordischen Nachbarn).
Tras la clausura de su escuela por parte de la administración nazi de Schulze Naumburg se traslada a Berlín y trabaja en la escuela privada de arte y arquitectura de Johannes Itten que es clausurada a su vez en 1934. Tras ello se convierte en arquitecto titular de las industrias del vidrio unificadas de Lauswitz (Vereinigte Lausitzer Glaswerke), diseñando la vivienda particular de su director, el Dr. Kindt con vidrieras de color de Charles Crodel, así como diversas otras viviendas, edificios de oficinas y fábricas en Weißwasser, Tschernitz y Kamenz.
En esta época combina su labor como arquitecto con la redacción de Arte de Proyectar en Arquitectura (Bauentwurfslehre. Handbuch für den Baufachmann, Bauherren, Lehrenden und Lernenden; Aprendizaje de Construcción. Manual para Arquitectos, Constructores, Profesores y Estudiantes) que se publicó en marzo de 1936. Desde entonces ha sido traducido a 18 idiomas y actualizado varias veces. Es un libro de texto básico para el aprendizaje de arquitectura. El libro nació a partir de la documentación recogida para una serie de conferencias Bauhochschule de Weimar, consistente en mediciones, variables métricas y conocimientos adquiridos por el arquitecto a lo largo de su experiencia profesional.

«[...] Por un lado nos apoyamos en nuestros antecesores, pero, por otro, todo continúa; somos hijos de nuestro tiempo y tenemos la mirada puesta en el futuro, además, la perspectiva de cada individuo es a menudo muy distinta, debido a las diferencias de educación y a la formación posterior, a la influencia del entorno y a la capacidad y grado de formación propia de cada individuo.» 
Del prólogo de la edición de 1936.

En 1936 viaja a Nueva York y visita a Frank Lloyd Wright en Taliesin y valora la posibilidad de establecerse en Estados Unidos. Allí tiene noticia del enorme éxito de la primera edición de su libro y regresa a Berlín para preparar la segunda. Nuevas órdenes de compañías industriales para su estudio le hacen decidirse por permanecer en Alemania. En 1939 se convierte en representante de estandarización de la arquitectura industrial alemana y colabora en este aspecto con Albert Speer. Publica Bauordnungslehre (Aprendizaje del Código de Construcción) como libro de texto para arquitectos en materia de normalización y racionalización.

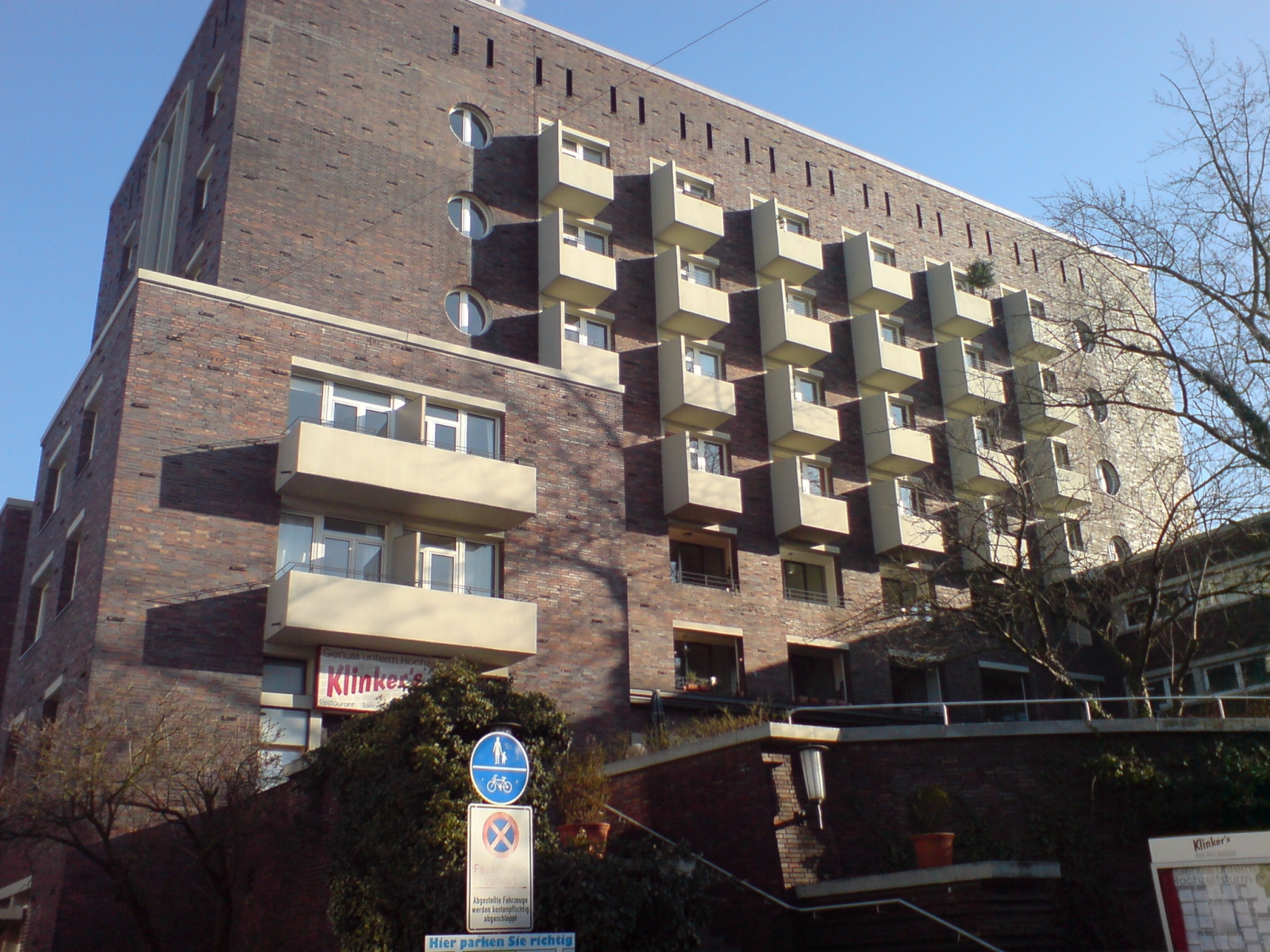
Ernst-Neufert-Haus en Darmstadt.

Desde el comienzo de su carrera Neufert entendió las posibilidades de la normalización aplicadas a la construcción y la necesidad de normas adecuadas en este aspecto en la arquitectura industrial de la pujante nación alemana. Fue en este contexto que se elaboró su borrador de la máquina de construcción de viviendas y su reglamento de construcción (BOL), que fueron publicados en 1943 con un prólogo de Albert Speer en la editorial “Volk und Reich”.

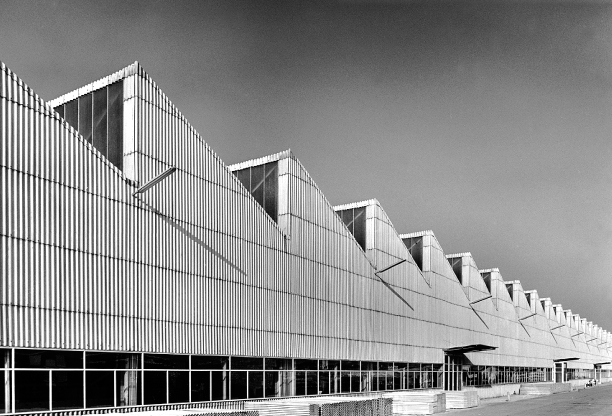
Fachada de la planta de Eternit en Heidelberg, 1954.

Tras la Segunda Guerra Mundial es nombrado profesor en Darmstadt. En 1955 construye en dicha ciudad la Ernst-Neufert-Haus, conocida también como Meisterbau, un gran edificio residencial de mampostería marrón con el título de "Ledigenwohnheim" (residencia de hombres solteros) y es parte del programa 'Meisterbau' (maestro de obras) para dar a la ciudad un nuevo impulso arquitectónico tras perder gran parte de su patrimonio histórico en la guerra. Si bien no consiguió marcar el estilo de la renaciente ciudad y las pequeñas habitaciones del edificio fueron rediseñadas para crear apartamentos más convencionales, se considera un ejemplo paradigmático de su estilo y en la actualidad está catalogado como patrimonio protegido.

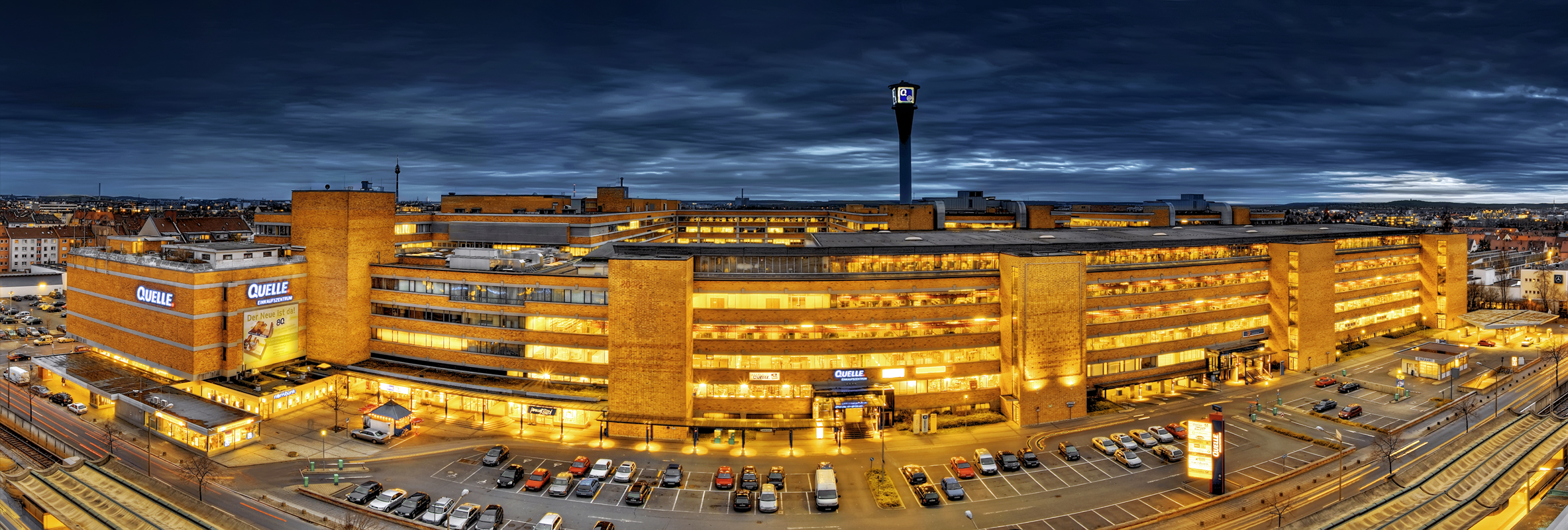
Centro de despacho de Quelle por la noche, vista panorámica.

En 1974 abre su propio estudio. Murió en 1986 en su casa de Bugneaux-sur-Rolle en Suiza.

## Obras arquitectónicas
- Mensa am Philosophenweg en Jena (1928-1930)
- Abbeanum en Jena (1929-1930)
- Wohn- und Atelierhaus en Weimar-Gelmeroda (1929)
- Ernst-Neufert-Haus, Darmstadt (1952-1955), construida como "Ledigenwohnheim" (residencia de hombres solteros)
- Quelle-Grossversandhaus en Fürth (1954-1967)

## Escritos
- Walter Prigge (Hrsg.): Ernst Neufert. Normierte Baukultur im 20. Jahrhundert. Edition Bauhaus Dessau. Campus Verlag, Frankfurt am Main 1999 ISBN 3-593-36256-2
- Ernst Neufert: Bauentwurfslehre. Handbuch für den Baufachmann, Bauherren, Lehrenden und Lernenden. Friedr.Vieweg & Sohn Verlag/ GWV Fachverlage GmbH, Wiesbaden 2005 ISBN 3-528-99651-X

En español:
- Arte de Proyectar en Arquitectura, ed. Gustavo Gili, ISBN 978-84-252-2051-7
- Industrialización de las Construcciones: Manual de la Construcción Racional con Medidas Normalizadas, ed. Gustavo Gili 1969
- Manual del Amianto-Cemento: Placas Onduladas Eternit-Uralita, ed. Gustavo Gili, 1967
- Manual del Styropor, ed Herder S.A., ISBN 84-254-0889-X